# Chip 'n Dale: Rescue Rangers

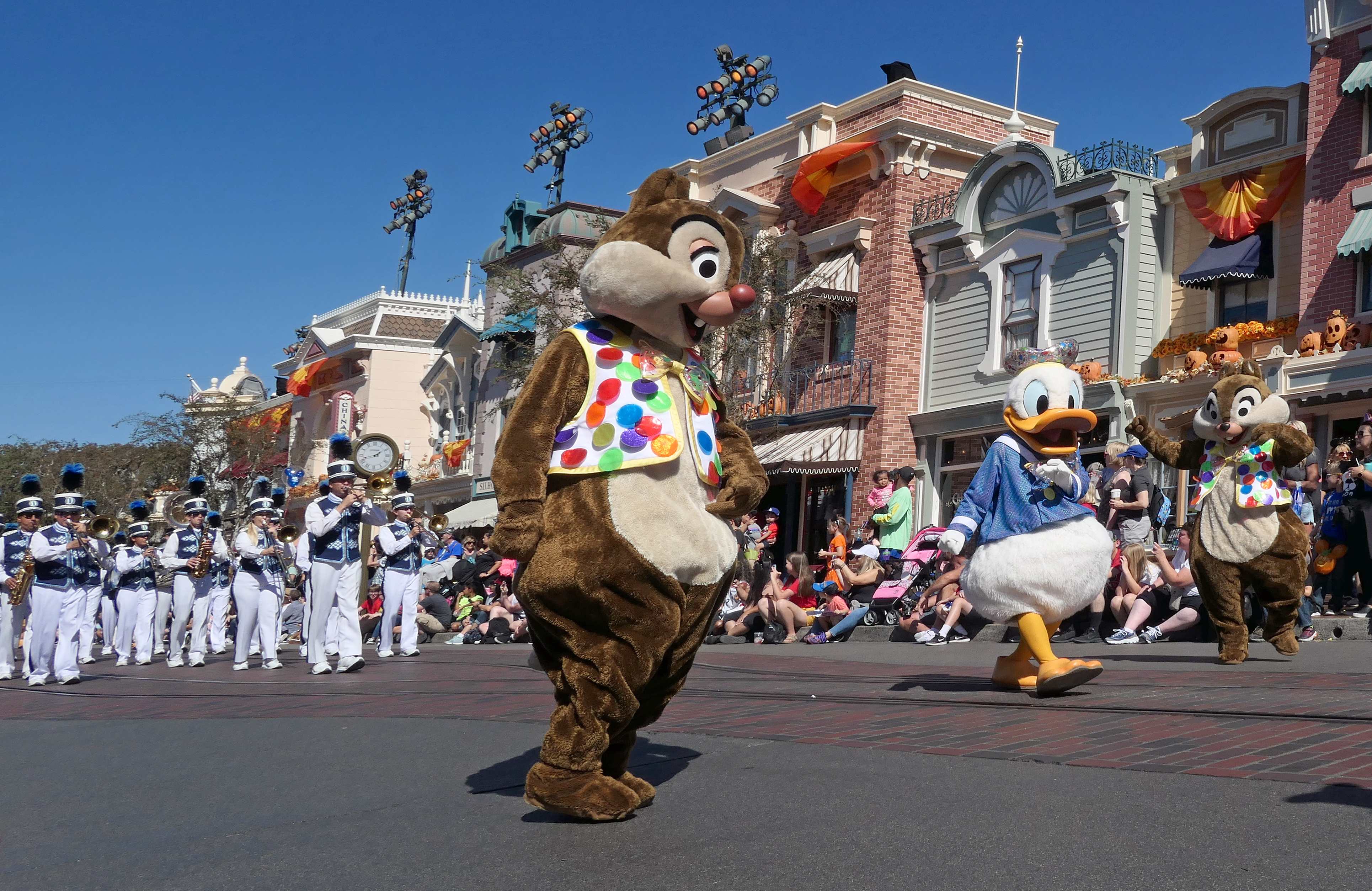
Personaje de Chip 'n Dale en desfile. Disneyland.

Chip 'n Dale: Rescue Rangers (Chip y Dale al rescate en Hispanoamérica y Chip y Chop: Guardianes rescatadores en España) es una serie de animación estadounidense producida por Walt Disney Television Animation y creada por Tad Stones y Alan Zaslove. La serie fue estrenada en The Disney Channel el 4 de marzo de 1989. Técnicamente con una película de 2 horas de duración, Rescue Rangers: To the Rescue que más tarde se dividió en cinco partes aireándose como el opening de la segunda temporada. El último episodio se emitió el 19 de noviembre de 1990. Finalmente hubo reposiciones hasta 1993 en Disney Afternoon. Una película basada en la serie que combina animación y acción real, se estrenó en Disney+ el 20 de mayo de 2022.

## Argumento
Chip y Dale, dos ardillas con olfato para los problemas abren una agencia de detectives, "Rescue Rangers", junto a sus nuevos amigos Gadget, Monterey Jack y Zipper. El grupo decide resolver casos y crímenes ofrecidos por sus clientes (normalmente animales antropomorfos) los cuales la policía encuentran los casos demasiado pequeños como para ocuparse.
Los detectives muy a menudo tienen que hacer frente a sus dos archienemigos particulares, Fat Cat y el científico loco Norton Nimnul.

## Personajes

### Héroes
- Chip es el líder de los Rescue Rangers. Ligeramente modelado como Indiana Jones, Chip usa una fedora y una chaqueta bomber. Tiende a ser serio y tiene un gran sentido de la responsabilidad hasta tal punto de que los demás lo acusan de no saber hacer nada divertido. Voz de original Tress MacNeille.

- Dale (Chop en España) es el lado contrario de Chip, viste una camisa hawaiana idéntica a la que usa Thomas Magnum en Magnum P.I.. Aunque se dedica en parte a su trabajo es un amante de las bromas, a veces es un poco irresponsable y se olvida de pensar antes de actuar. Pasa su tiempo libre leyendo cómics y jugando a los videojuegos. Es un adicto a las chocolatinas y le dan algunos ataques al igual que a Monterey Jack con el queso. Voz original de Corey Burton.

- Monterey Jack o Monty para sus amigos es un ratón australiano amante de la aventura que se pasa años viajando por el mundo tras aprovechar su estancia con Chip y Dale. Después de que su casa fuera destruida por Fat Cat, Monty decide unirse a los Rescue Rangers junto a Zipper. Monty tiene una fuerte adicción al queso, en cuanto lo huele entra en letargo como si estuviera hipnotizado dirigiéndose hacia él. Voz original de Jim Cummings.

- Gadget Hackwrench o Gaddy es una joven rata hembra y piloto del equipo, mecánica e inventora. Es hija del fallecido inventor y aviador Geegaw Hackwrench, quien fuera amigo de Monterey Jack, conoció a Chip y a Dale cuando se los mandó a Geegaw a la búsqueda de un aeroplano. Tras la pérdida de su padre y pedir ayuda se une al grupo. Voz original de Tress MacNeille.

- Zipper es una pequeña mosca verde y amigo de Monterey y Gadget. Con su pequeño tamaño y sus habilidades en el vuelo echa una mano en pequeños trabajos al resto del grupo. Habla ininteligiblemente mediante zumbidos y solo Monty y demás insectos parecen entenderle. Voz original de Corey Burton.

### Villanos
- Mala Cara es un felino gato tabby agrisado y uno de los principales antagonistas de Rescue Rangers. Anteriormente fue propiedad del criminal Aldrin Klordane, Mala Cara se volvió un agente independiente y jefe animal de la organización mundial del crimen después de la encarcelación de su dueño. Frecuentemente va acompañado de cuatro secuaces, los cuales comparten una estupidez, Mala Cara siempre los envía a hacer el trabajo sucio por él. Es demasiado inteligente (o vago) para ensuciarse las "zarpas". Voz original de Jim Cummings.
  - Wart (Reptil), un lagarto, el cual viste con un traje al estilo gánster y un sombrero similar al de su jefe. Voz original de Jim Cummings.
  - Mole (Verrugas), Es un topo de reacción algo lenta y con algo de sobrepeso, cuando los planes salen mal, Mole es uno de los cuales usa Fat Cat como si de un Saco de boxeo se tratase. Voz original de Corey Burton.
  - Mepps (Calambres) es un gato salvaje amarillo. Voz original de Peter Cullen.
  - Snout, una rata, se le ve en pocas ocasiones. Voz original de Corey Burton.

- Profesor Norton Nimnul, otro de los enemigos de los Rescue Rangers, es humano y un científico loco que en una ocasión ya trabajó para Aldrin Klordane. Aunque Nimnul es inteligente y creativo, sus planes carecen de lógica. Por ejemplo, secuestrar todos los gatos de la ciudad para crear un montón de electricidad estática, en el episodio piloto construyó un cañón láser para crear un gigantesco molde de gelatina y provocar un terremoto debajo de la reserva de oro de los Estados Unidos, es pelirrojo y lleva gafas. Voz original de Jim Cummings.

## Otros Medios

#### Lanzamientos en VHS
Mientras que en EE. UU., Australia y Nueva Zelanda fueron lanzados en VHS hasta 23 episodios de la serie, en España se tradujeron algunos de los volúmenes anglosajones utilizando el doblaje de Hispanoamérica en todos los episodios.
| Nombre del VHS                                                     | Episodios                                                                                      | Publicación |
| ------------------------------------------------------------------ | ---------------------------------------------------------------------------------------------- | ----------- |
| Chip y Chop Guardianes Rescatadores: Cazacriminales                | "Catteries Not Included" y "Una aventura pirata"                                               | 1995        |
| Chip y Chop Guardianes Rescatadores: La Perrera de los Baskerville | "La perrera de los Baskerville" (Episodio 4) y "En busca de la ardilla perdida"                | 1995        |
| Chip y Chop Guardianes Rescatadores: el impostor espacial          | "Mas de un chop" (episodio 7), "Flash el Super perro (episodio 3)" Y "Alfombras robadoras"     | 1995        |
| Chip y Chop Guardianes Rescatadores: Astronautas                   | "Viaje al espacio" (Episodio 6) y otro episodio                                                | 1995        |
| Chip y Chop Guardianes Rescatadores: joyas y fantasmas             | "Una oportunidad fantasma" (Episodio 17) y "Un lobo con piel de humano" (Episodio 24)          | 1996        |
| Chip y Chop Guardianes Rescatadores: la gran aventura Kiwi         | "La gran aventura de los Kiwi" (Episodio 11) y "Un oso de niñera/Amigo herm-oso" (Episodio 13) | 1996        |

### Cameos
- Darkwing Duck (1991-1992):
- Raw Toonage (1992-1993):
- Aladdin (1994-1995):
- En Robot Chicken: Los Rescue Rangers aparecen como este:

1. En "Disemboweled by an Orphan" (de 2012)
2. En "Botched Jewel Heist" (de 2013)
3. En "Legion of Super-Gyros" (de 2014)

- En DuckTales 2017: Aparecen en la temporada 3, episodio 3

### Atracciones
- En 3 de junio de 1990, Mickey's Magical TV World, presentando a Chip, Dale y Gadget de Rescue Rangers puede ayudar a Rico Mac Pato encerrado en la Bóveda, con la Ayuda de Mickey Mouse junto con C.J.

- En noviembre de 1991, Disneyland presentado el temada espectacular de Disney Afternoon llamada "Plane Crazy" presentando a Chip y Dale, como parte de los parques de Disney Afternoon Avenue.

- En enero de 1993, la montaña rusa llamada Gadget's Go Coaster, pronuncia como el resto de Mickey's Toontown en Disneyland. La montaña rusa como fue construye y diseñada por Gadget. En abril de 1996, la atracción abre en Tokyo Disneyland.

### Merchandising
En otoño de 1989, McDonald's produjo una serie de Happy Meals de Chip 'n Dale: Rescue Rangers que incluían versiones de juguete de los personajes principales montados en pequeños vehículos. En los comerciales para dichos Happy Meals se incorporaron escenas extraídas de la serie.
En 1990, Disney Comics publicó un comic book mensual basado en la serie que duró 19 números. En Disney Adventures, de 1990 a 1995, se imprimieron más historias de cómic, así como en el comic book Disney Afternoon publicado por Marvel Comics. También hubo una serie de Boom Studios que se publicó durante 8 números, de diciembre de 2010 a junio de 2011.
La marca Nestle promocionó en sus chocolatinas de chocolate blanco "Milkybar" cromos y pósteres de los personajes de Chip y Chop.

### Videojuegos
En 1990, Capcom lanzó una versión del videojuego de Chip 'n Dale Rescue Rangers para la Nintendo Entertainment System. Se trata de un juego de plataformas con modos cooperativos y solo dos jugadores, permitiendo a los jugadores elegir el nivel de acceso a través de un mapa, dándoles acceso a diversos lugares de la ciudad. Cada una de las etapas se configura como un juego de acción de desplazamiento lateral, donde Chip y Dale se puede caminar, saltar, agacharse y levantar objetos como bellotas, jaulas, barriles y para lanzar a los enemigos y jefes. En el juego, los Rangers deben dejar de otro de los sistemas de Fat Cat, solo para tener su secuestro de Gadget enviar Chip y Dale al rescate.
Un segundo juego de NES, titulado n Chip 'n Dale: Rescue Rangers 2, fue lanzado por Capcom en diciembre de 1993. La secuela ofrece incentivos adicionales para el juego cooperativo, tales como minijuegos que solo puede ser jugado por dos jugadores, y la capacidad de lanzar un socio como un arma.
También dio a conocer en 1990, juego de PC de Hi Tech Expressions, Chip 'N Dale: Rescue Rangers: The Adventure in Nimnul's Castle, Los Rangers tienen que rescatar a Monterey Jack, que cayó en una trampa para ratones en el castillo del profesor Norton Nimnul. Para ello, las ardillas han de infiltrarse en el castillo con el fin de obtener varias partes que permitan a Gadget construir una máquina voladora con la que puedan llegar a rescatar a Monterrey Jack.
Tiger Electronics publicó un juego electrónico portátil basado en la franquicia con el título de Disney's Chip 'n Dale Rescue Rangers.

## Adaptación de la película de acción real
En enero de 2014, se anunció que The Walt Disney Company se está desarrollando un largometraje de acción en vivo, con el uso de efectos especiales CGI, similar a la series de películas de Alvin y las ardillas de 20th Century Fox. Robert Rugan fue contratado para escribir y dirigir la película.
En mayo de 2019, Akiva Schaffer fue contratado como director, en sustitución de Rugan. El guion ahora está configurado para ser coescrito por Dan Gregor y Doug Mand, a partir de un borrador anterior de Barry Schwartz. David Hoberman y Todd Lieberman actuarán como productores. La película será una coproducción entre Walt Disney Pictures y Mandeville Films. En 19 de octubre de 2020, Se informó que la película se estrenará en Disney+ y que el rodaje comenzará a principios de 2021 en Los Ángeles, California. En noviembre de 2020, se contrató a Larry Fong como director de fotografía de la película y se anunció que Corey Burton volvería a interpretar el papel de Zipper. Chip será interpretado por John Mulaney y Andy Samberg proporcionará la voz de Dale. El rodaje comenzó oficialmente el 16 de marzo de 2021. La película se estrenó el 20 de mayo de 2022.

## Doblaje

### España
- Chip - Begoña Hernando
- Chop / Insertos - Chema Lara
- Monterrey Jack - Mario Martín
- Gady - Elena Palacios
- Malacara - Antonio Cremades
- Mole - José Padilla
- Profesor Norton Nimnull - Luis Bajo
- Voces adicionales:
Rafael Alonso Naranjo Jr
Toni Canal
Carlos del Pino
Roberto Encinas
David García Vázquez
Paco Hernández
Carlos Kaniowsky
Luis Marín
José Padilla
Laura Palacios
Carlos Revilla
Juan Carlos Rovira
Antonio Villar
Carlos Ysbert
- Directora / Adaptadora de doblaje: Laura Palacios
- Traductor: Kenneth Post
- Estudio: Abaira
- Dirección Musical: ¿?
- Supervisor Creativo: Miguel Ángel Poveda

### Hispanoamérica
- Chip - Dolores Muñoz Ledo (primera voz), Diana Santos (segunda voz)
- Dale / Zipper / Profesor Norton Nimnull- Arturo Mercado
- Gadget Hackwrench - Ariadna Rivas
- Monterey Jack - Jorge Roig
- Mala Cara - Eduardo Borja
- Verrugas / Insertos - Francisco Colmenero
- Voces Adicionales:

Alejandro Villeli
Dulcina Carballo
Esteban Siller Garza
Jorge Santos
Luis Alfonso Mendoza
Nancy MacKenzie
Luis Puente
Raúl Aldana
Rocío Garcel
Miguel Ángel Ghigliazza
Mónica Manjarrez
Miguel Ángel Sanromán
- Estudio de doblaje: Grabaciones y Doblajes, S.A., México D.F., México
- Director de doblaje/ Adaptador / Traductor: Francisco Colmenero
- Dirección musical: Ricardo Silva

### Japonés
- Chip - Kenyu Horiuchi (TV Tokyo), Roko Takizawa (Segunda Versión)
- Dale - Kōichi Yamadera (TV Tokyo), Minoru Inaba (Segunda Versión)
- Gadget Hackwrench - Miina Tominaga (TV Tokyo), Naoko Matsui (Segunda Versión)
- Monterey Jack - Yuzuru Fujimoto (TV Tokyo), Eken Mine (Segunda Versión)